# Ceramonema carinatum
Ceramonema carinatum är en rundmaskart som beskrevs av Christian Wieser 1959. Ceramonema carinatum ingår i släktet Ceramonema och familjen Ceramonematidae. Inga underarter finns listade i Catalogue of Life.